# Ken Darby
Ken Darby (Hebron, 13 maggio 1909 – Sherman Oaks, 24 gennaio 1992) è stato un compositore statunitense di colonne sonore cinematografiche.

## Premi Oscar Miglior Colonna Sonora

### Vittorie
- Il re ed io (1957)
- Porgy and Bess (1960)
- Camelot (1968)

### Nomination
- South Pacific (1959)
- Fior di loto (1962)
- La conquista del West (1964)